# Physical Fraction
Physical Fraction è il terzo EP del musicista danese Trentemøller, pubblicato il 24 gennaio 2005 dalla Audiomatique Recordings.

## Tracce
12"
- Lato A

1. Physical Fraction – 7:00

- Lato B

1. Rykketid – 5:09
2. Prana – 6:24

Download digitale
1. Physical Fraction – 7:05
2. Rykketid – 5:11
3. Prana – 6:31
4. Physical Fraction (David Amo & Julio Navas Remix) – 7:00
5. Physical Fraction (Martinez Full On Edit) – 8:44
6. Physical Fraction (Martinez Taking It Deep Edit) – 6:53